# حوذان جليدي
الحوذان الجليدي نوع نباتي يتبع جنس الحوذان من الفصيلة الحوذانية.
ينمو في أعالي جبال جنوب أوروبا مثل جبال الألب وجبل الثلج والبرانس، ويتواجد أيضاً في إسكندنافيا وأيسلندا وجزر فارو.

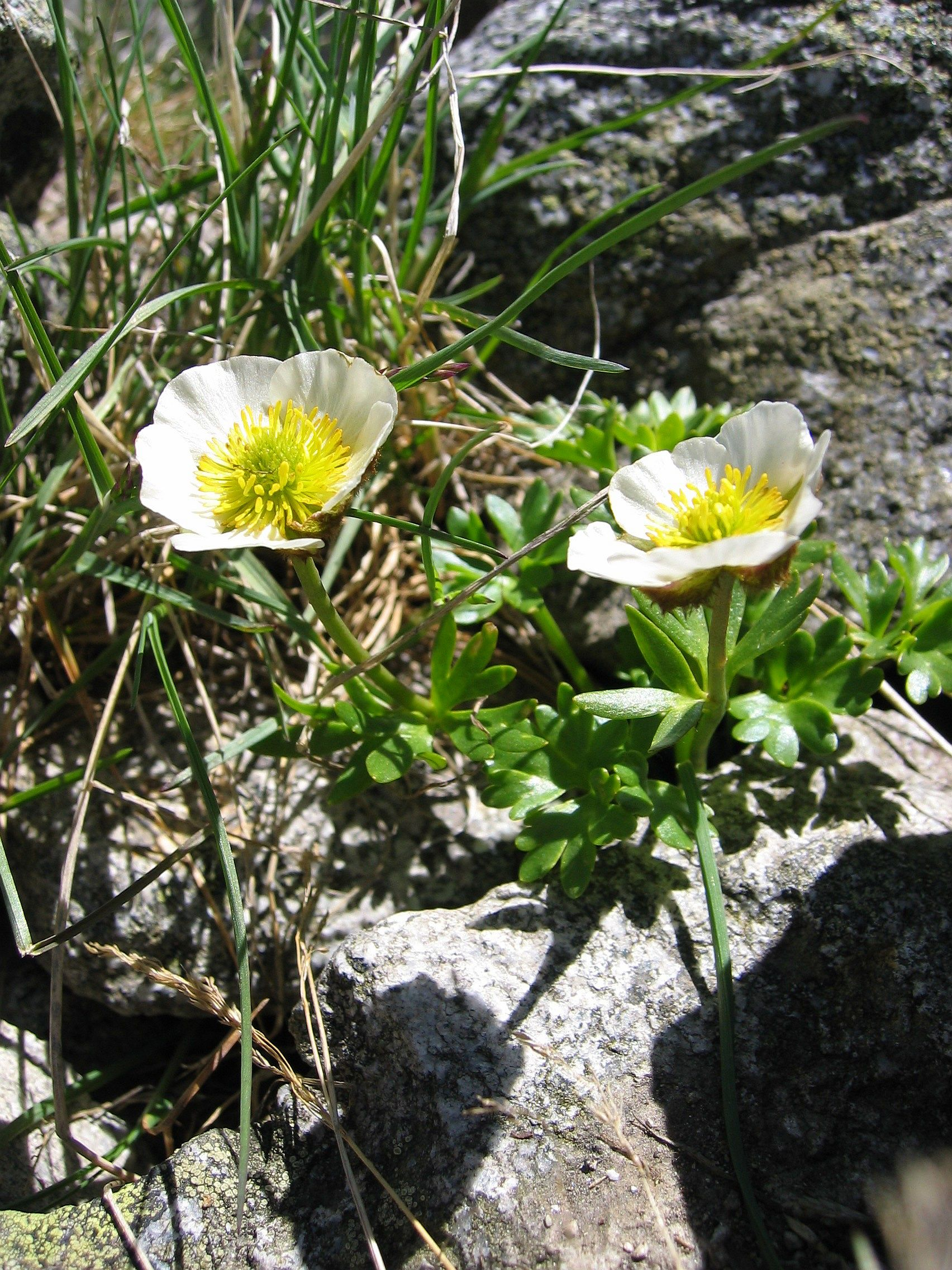
نبات الحوذان الجليدي